# Caterina Biancolelli
Pour les articles homonymes, voir Biancolelli.
Caterina Biancolelli ou Catherine Biancolelli, née à Paris en 1665 et morte dans la même ville le 22 février 1716, est une actrice d'origine italienne de la commedia dell'arte. Elle effectue sa carrière en France dans la troupe italienne de Paris : c'est la seconde actrice à jouer le rôle de Colombine, et l'une des plus célèbres.

## Biographie
Caterina Biancolelli est la fille des acteurs Domenico Biancolelli et Orsola Cortesi, membres de la troupe de la Comédie-Italienne qui se produisait en France. Domenico Biancolelli, établi à Paris depuis 1662, est l'une des vedettes de la troupe, et l'Arlequin le plus célèbre de toute la période française de la commedia dell'arte ; Orsola Cortesi (1637-1718) joue une innamorata nommée Eularia. La grand-mère de Caterina Biancolelli est l'actrice Isabella Franchini Biancolelli, qui avait également joué le rôle de Colombine. 
Caterina Biancolelli est la seconde actrice à jouer le rôle de Colombine dans la troupe de sa famille ; elle débute à l'âge de dix-huit ans le 11 octobre 1683, avec sa sœur Francesca Maria Apollo Biancolelli, dans la comédie intitulée Arlequin Protée de Nolant de Fatouville, où figure une parodie de la tragédie Bérénice de Jean Racine. La même année, elle et les autres membres de la troupe reçoivent des critiques positives de Donneau de Visé dans Le Mercure galant. 
Elle épouse en 1685 l'acteur Pierre Le Noir dit La Thorillière,
En 1695, elle incarne Arlecchina, une version féminine d'Arlequin, dans Le Retour de la foire de Bezons d'Evaristo Gherardi. Elle est renommée pour ses talents de chanteuse, de danseuse et de musicienne. 
Sa carrière d'actrice prend fin lorsque le théâtre italien à Paris est fermé en 1697 ; elle refuse de rejoindre le théâtre français.